# Атта (борошно)
Атта (хінді आट्टा , Урду آٹا) або Чакі Атта — це цільнозернове пшеничне борошно, що походить з Індійського субконтиненту, і використовується для виготовлення коржів, таких як чапаті, роті, наан, парата та пурі. Це найбільш поширене борошно на Індійському субконтиненті.

## Властивості

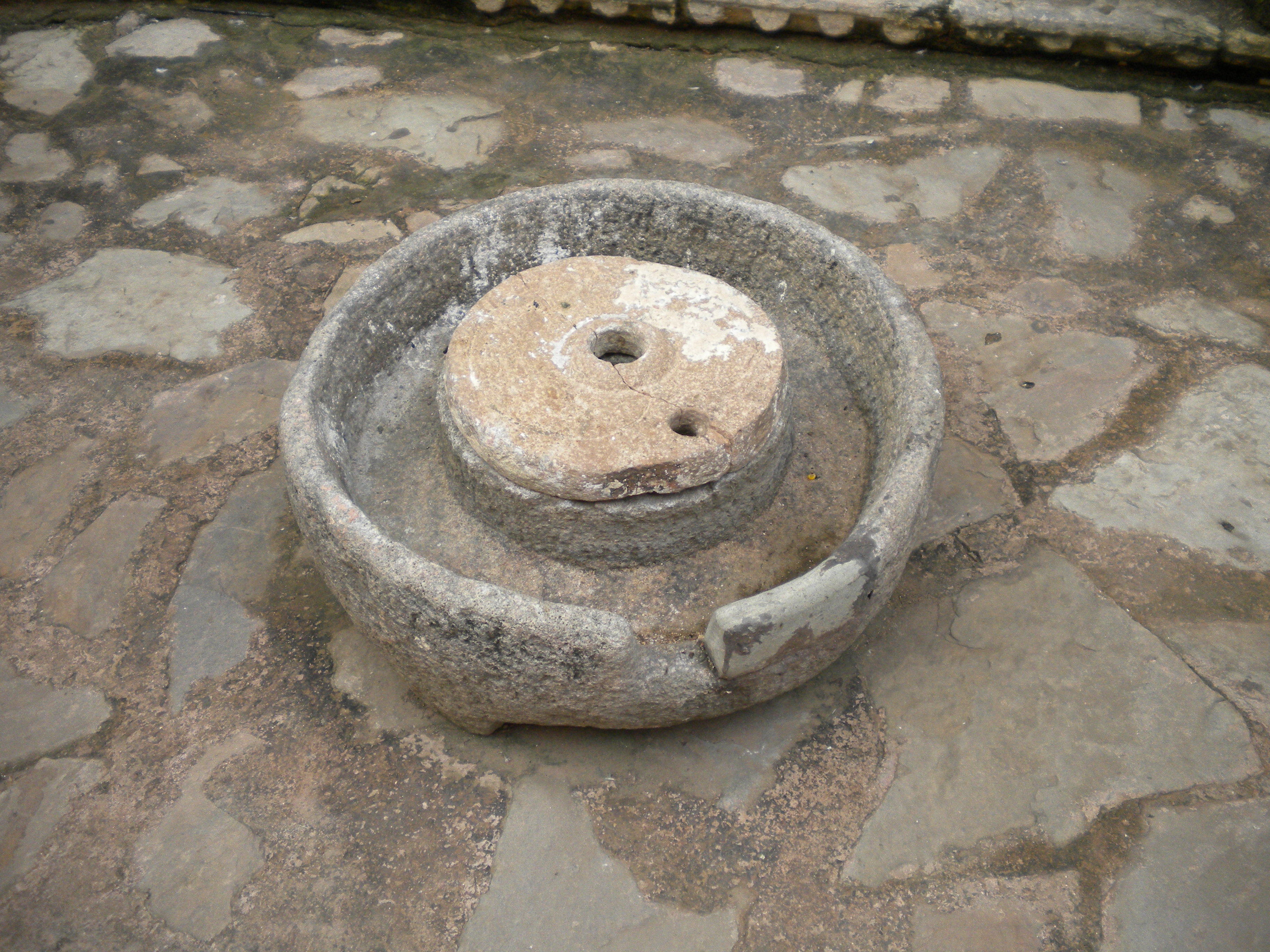
Млин чаккі, яким виготовляли атта

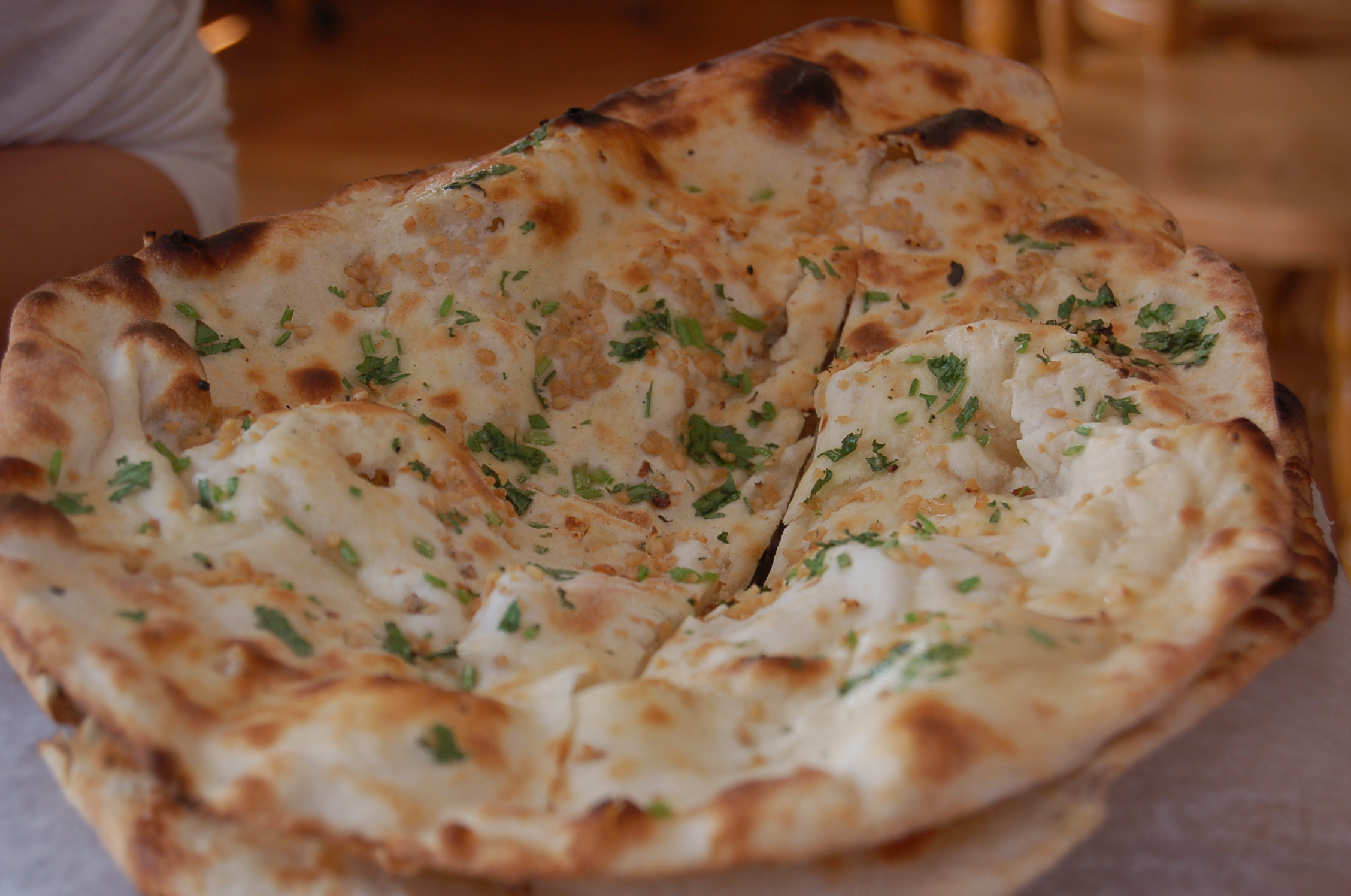
Наан

Тверда пшениця, яка використовується для виготовлення атти, має високий вміст клейковини, що забезпечує еластичність, тому тісто, виготовлене з борошна атта, міцне і його можна скручувати в тонкі листи.
Атта традиційно подрібнюється в будинку на кам'яному млині chakki. Це корисно при використанні тондиру, де коржик прилипає до внутрішньої частини духовки, а також робить чапаті м'якшими, оскільки тісто поглинає більше води.

## Галерея

Прокатка тіста атта
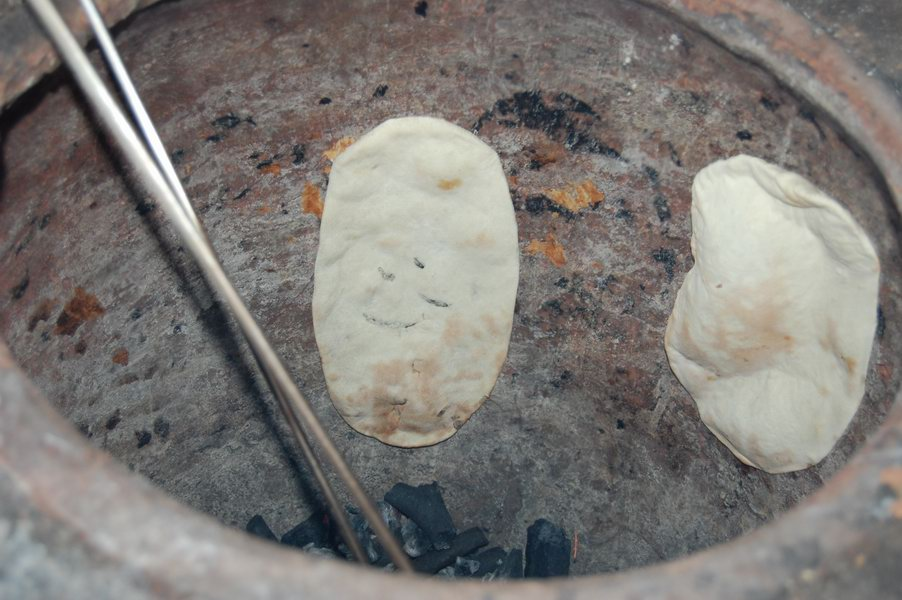
Роті готує в тандирі
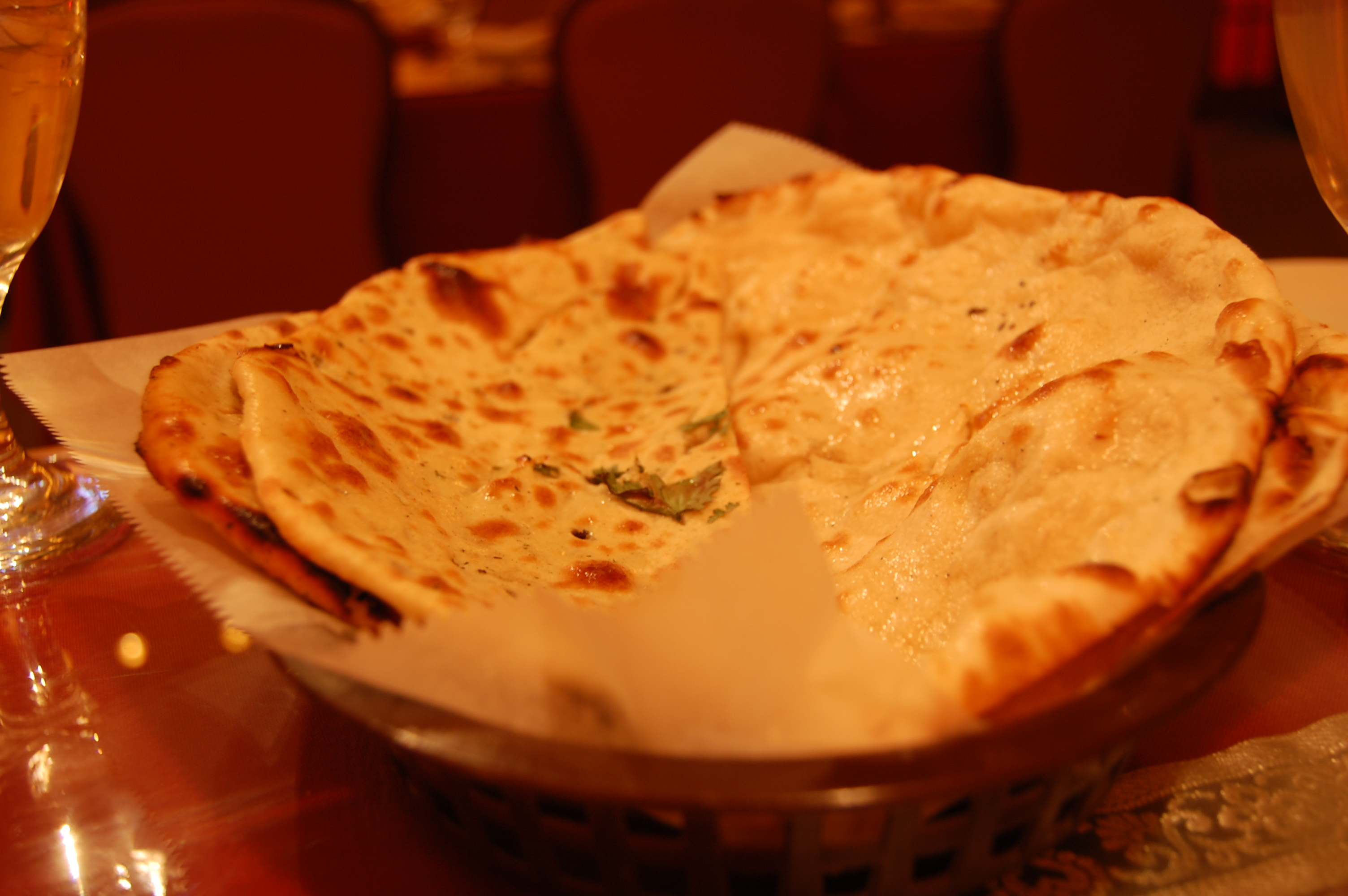
Парата
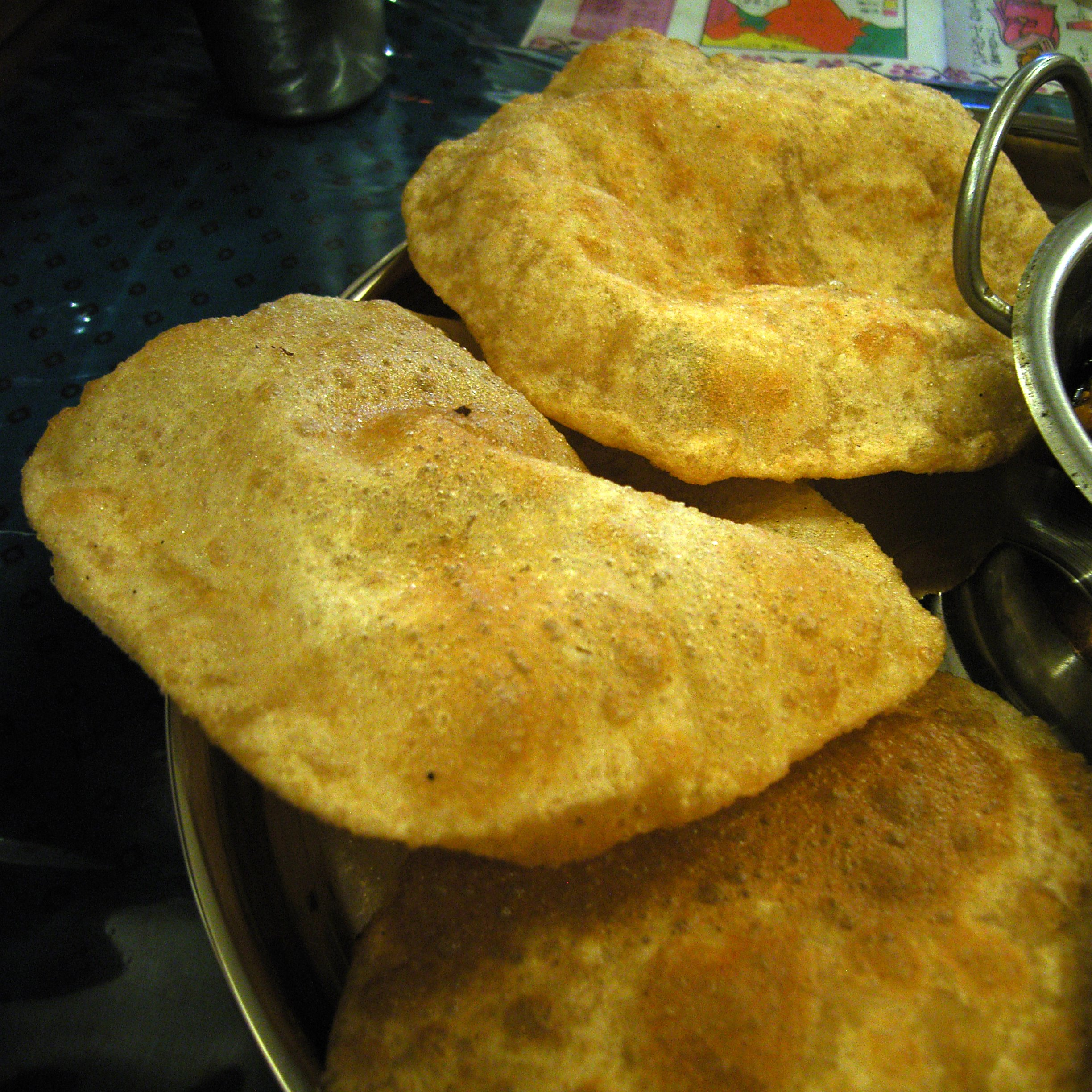
Пурі

## Подальше читання
- Reddy, J.; Weinmann, S.; Heine, D.; Conde-Petit, B. (8 серпня 2012). A new standard for the industrial production of high quality Atta flour. Quality Assurance and Safety of Crops & Foods. 4 (3): 151. doi:10.1111/j.1757-837X.2012.00160.x.